# Старый Кулькаш
Ста́рый Кулька́ш (тат. Көлкәш) — деревня в Апастовский районе Республики Татарстан, в составе Кзыл-Тауского сельского поселения.

## География
Деревня находится в 1 км от реки Була, в 31 км к западу от районного центра, посёлка городского типа Апастово.

## История
Окрестности деревни были обитаемы в булгарский период, о чём свидетельствует археологический памятник — Старокулькашинское селище.
Основание деревни относят ко второй половине XVII века.
В «Списке населенных мест по сведениям 1859 года», изданном в 1866 году, населённый пункт упомянут как казённая деревня Старыя Кулькаши 2-го стана Тетюшского уезда Казанской губернии. Располагалась при безымянной речке, по правую сторону почтового тракта из Казани в Симбирск, в 60 верстах от уездного города Тетюши и в 8 верстах от становой квартиры во владельческом селе Знаменское (Чипчаги). В деревне в 41 дворе жили 254 человека (126 мужчин и 128 женщин). Была мечеть.
В сословном отношении, вплоть до 1860-х годов жителей деревни причисляли к государственным крестьянам. Их основными занятиями в то время были земледелие, скотоводство.
По сведениям из первоисточников, в начале XX столетия в деревне действовали мечеть, медресе.
С 1929 года в деревне работали коллективные сельскохозяйственные предприятия.
Административно, до 1920 года деревня относилась к Тетюшскому уезду Казанской губернии, с 1920 года — к кантонам ТАССР, с 1930 года (с перерывом) – к Апастовскому району Татарстана.

## Население
Динамика
По данным переписей, население деревни увеличивалось с 53 душ мужского пола в 1782 году до 437 человек в 1908 году. В последующие годы численность населения деревни уменьшалась и в 2015 году составила 48 человек.
Национальный состав
Согласно результатам переписи 2002 года, в национальной структуре населения села татары составляли 100% из 62 человек.

## Экономика
Полеводство, молочное скотоводство.

## Социальные объекты
Сельский клуб.

## Религиозные объекты
Мечеть (1999 год).